# Andover (Nueva Jersey)
Andover es un borough ubicado en el condado de Sussex en el estado estadounidense de Nueva Jersey. En el año 2010 tenía una población de 606 habitantes y una densidad poblacional de 159 personas por km².

## Geografía
Andover se encuentra ubicado en las coordenadas 40°59′10″N 74°44′31″O / 40.98611, -74.74194.

## Demografía
Según la Oficina del Censo en 2000 los ingresos medios por hogar en la localidad eran de $60,000 y los ingresos medios por familia eran $69,688. Los hombres tenían unos ingresos medios de $38,056 frente a los $30,950 para las mujeres. La renta per cápita para la localidad era de $25,914. Alrededor del 2.8% de la población estaba por debajo del umbral de pobreza.

## Lugares
- Campamento Nordland